# Нефёдов, Анатолий Иванович
Анатолий Иванович Нефёдов (1914—1973) — советский военно-морской лётчик-истребитель, участник советско-финской, Великой Отечественной и советско-японской войн, Герой Советского Союза (21.04.1940). Полковник (15.05.1954).

## Биография
Родился 5 октября 1914 года в городе Пирятине (ныне — Полтавская область Украины). Окончил семилетнюю школу № 30 Харькова в 1930 году, Харьковский автотракторнодорожный техникум в 1932 году. Работал токарем-инструментальщиком на заводе «Серп и молот» в Харькове. Параллельно с работой занимался в Харьковском аэроклубе, получил диплом лётчика в 1934 году. 
Большое влияние на всю дальнейшую жизнь Анатолий оказала встреча и долгое общение с Максимом Горьким во время приезда его в Харьков в 1928 году.
В сентябре 1934 года был призван на службу в Рабоче-крестьянскую Красную Армию и зачислен курсантом в авиашколу. В 1935 году окончил 9-ю военную авиационную школу лётчиков и лётчиков-наблюдателей в Харькове. С декабря 1935 года служил пилотом в 38-й истребительной эскадрильи ВВС Балтийского флота.
В июне 1937 года был уволен с флота (причина достоверна не известна). С января 1938 года работал пилотом-инструктором в Харьковском аэроклубе, с марта 1938 — лётчиком в экспедиции «Союзтранспорт». В апреле 1938 года восстановлен в Вооружённых силах.
Продолжал службу в ВВС Балтийского флота. Был зачислен в 42-й истребительный авиационный полк ВВС ВМФ и там служил с апреля 1938 года пилотом, командиром звена, начальником парашютно-десантной службы. В апреле 1939 года переведён командиром отряда в 13-ю отдельную истребительную эскадрилью ВМФ, а затем в 12-ю эскадрилью. Член ВКП(б) с 1939 года.
Участвовал в боях советско-финской войны, будучи командиром отряда 12-й отдельной истребительной эскадрильи 61-й истребительной авиационной бригады ВВС Балтийского флота. Летал на истребителе И-153. Во главе своего отряда старший лейтенант А. И. Нефёдов производил воздушную разведку, патрулирование, бомбардировку и штурмовку скоплений финской боевой техники и живой силы; уничтожил 3 огневые точки и несколько автомашин. Лично совершил 74 (по другим данным 87) боевых вылета в воздушных боях сбив 2 вражеских самолёта. 2 февраля 1940 года во время возвращения с боевого задания Нефёдов обнаружил сбитый над вражеской территорией экипаж бомбардировщика, что позволило его спасти от пленения. Также успешно выполнил несколько важных воздушных разведок позиций и войск противника, за доставленные важные сведения особо был отмечен в приказах командования и в наградном листе.
Указом Президиума Верховного Совета СССР от 21 апреля 1940 года за мужество и героизм, проявленные в боях, старшему лейтенанту Анатолию Ивановичу Нефёдову присвоено звание Героя Советского Союза с вручением ордена Ленина и медали «Золотая Звезда» за номером 475.
После подписания перемирия с Финляндией служил в прежней должности. С января 1941 года — командир авиаэскадрильи 5-го истребительного авиационного полка ВВС Балтийского флота.
Участвовал в боях Великой Отечественной войны с первых её дней. Воевал в рядах ВВС Балтийского флота в той же должности. Участвовал в Прибалтийской оборонительной операции. 8 июля 1941 года при выполнении боевого задания у города Пярну был тяжело ранен в голову осколком зенитного снаряда, но сумел посадить самолёт на свой аэродром. В сентябре 1941 года вернулся на фронт, но воевал уже в ВВС Черноморского флота заместителем командира эскадрильи 62-го смешанного авиационного полка особого назначения ВМФ. В марте 1942 года направлен учиться в академию.
В 1943 году окончил ускоренный курс Военно-морской академии имени К. Е. Ворошилова. С сентября 1943 года вновь на фронте в должностях помощника командира по лётной части и с августа 1944 — начальника штаба 27-го истребительного авиационного полка (ВВС Северного флота). Участвовал в обороне Заполярья и в Петсамо-Киркенесской наступательной операции. За время войны совершил 247 боевых вылетов на истребителях И-15бис, МиГ-3 и Р-40 «Киттихаук», участвовал в 113 воздушных боях, сбил лично и в группе 13 самолётов противника. 
В августе 1945 года участвовал также в советско-японской войне, куда был в полном составе был переброшен с Севера 27 иап ВМФ.
После её окончания продолжил службу в ВМФ СССР, в конце 1945 года переведён на Черноморский флот. С ноября 1945 года был дублёром—помощником командира по лётной подготовке и воздушному бою 3-го истребительного авиаполка ВМФ, с февраля 1947 года был помощником и заместителем командира по огневой и тактической подготовке 32-го, 34-го и 329-го иап ВВС ЧФ. С февраля 1950 г. — начальник главного пункта управления и наведения истребительной авиации штаба ВВС Черноморского флота, с июня 1951 года — начальник 1081-го главного пункта управления и наведения истребительной авиации управления ПВО Черноморского флота. В июле 1951 года переведён в ВВС Северного флота на должность начальника штаба — заместителя командира 78-го истребительного авиаполка. С ноября 1955 года – начальник штаба 516-го истребительного авиационного полка (ВВС Северного флота). С июня 1956 года — начальник штаба 14-го базового района ПО, с января 1957 — начальник штаба Полярной дивизии ПВО, с августа 1957 — начальник штаба Таллинской дивизии ПВО, с декабря 1960 — начальник штаба 14-й дивизии ПВО в 6-й отдельной армии ПВО (штаб дивизии — Таллин). В августе 1962 года полковник А. И. Нефёдов уволен в запас. 
Проживал в Харькове. Работал в специальном конструкторском бюро при заводе «Электромашина», а также работал в городском комитете ДОСААФ. Скончался 29 сентября 1973 года, похоронен на Харьковском кладбище № 2.

## Награды
- Герой Советского Союза (21.04.1940)
- Орден Ленина (21.04.1940)
- Два ордена Красного Знамени (1945, 30.04.1954)
- Орден Отечественной войны 1-й степени (2.02.1945)
- орден Красной Звезды (15.11.1950)
- Медаль «За боевые заслуги» (3.11.1944)
- Медаль «За оборону Советского Заполярья» (1945)
- Ряд медалей[3].

## Память
- Имя Героя высечено на обелиске в честь уроженцев Пирятина и Пирятинского района — Героев Советского Союза.